# Gøsta Esping-Andersen
Gøsta Esping-Andersen (* 24. listopadu 1947 Næstved) je dánský sociolog a politolog zabývajíci se výzkumem sociálního státu a jeho roli v tržním kapitalismu.
V současné době působí na univerzitě Pompeu Fabra v Barceloně.
Mezi hlavní oblasti jeho vědeckého zájmu patří: politická sociologie, veřejná politika, vývoj sociálního státu, sociální nerovnosti a sociální stratifikace.

## Typologie sociálního státu
Esping-Andersen vytvořil nejznámější typologii sociálního státu, kterou publikoval v roce 1990 ve své knize Three Worlds of Welfare Capitalism.
Na základě míry dekomodifikace a způsobu sociální stratifikace rozlišil tři ideální typy sociálního státu:
- liberální
- konzervativní (kontinentální, korporativistický)
- sociálně-demokratický (skandinávský)

## Vybrané publikace
- Esping-Andersen, Gøsta. (1990): The Three Worlds of Welfare Capitalism. New Jersey: Princeton University Press. ISBN 0-691-02857-5.

- Gøsta Esping-Andersen (1999): Social Foundations of Postindustrial Economies. Oxford: Oxford University Press. ISBN 0-19-874201-0

- Esping-Andersen, G. (2001): Micro-foundations of postindustrial transformation. Pp. 159-170 in M. Kohli, M. Novak, eds. Will Europe Work? London: Routledge.

- Esping-Andersen, G. (2001): A new challenge to social cohesion? Emerging risk profiles in OECD countries. Pp. 135-144 in OECD, What Schools for the Future? Paris: OECD.

- Esping-Andersen, G. (2001): The sustainability of welfare states: Reshaping social protection. Pp. 218-233 in B. Harris-White, ed. Globalization and Insecurity. London: Routledge.

- Esping-Andersen, G. and Sarasa, S. (2001): The generational conflict reconsidered. Journal of European Social Policy, 12: 5-21.

- Esping-Andersen, G. 2002.: Why We Need a New Welfare State. Oxford: Oxford University Press (with Duncan Gallie, Anton Hemerick, and John Myles).